# Рущук, Владимир Иванович
Владимир Иванович Рущук (1912 — ?) — советский инженер — энергетик и металлург, лауреат Ленинской премии.
С 1929 г. электрослесарь на сахарном заводе в Одессе.
Без отрыва от производства окончил Одесский индустриальный институт, работал главным энергетиком Губахинского коксохимического завода, затем на строительстве Ковровской ГЭС.
После начала войны участвовал в оборонном строительстве и в монтаже оборудования металлургических заводов Урала.
С 1943 г. — в алюминиевой промышленности:
- начальник технического отдела ТЭЦ Новокузнецкого алюминиевого завода,
- начальник ТЭЦ Богословского алюминиевого завода,
- главный энергетик Днепровского алюминиевого завода,
- главный инженер Днепровского алюминиевого завода
- с 1966 г. начальник отдела главного механика, энергетика и транспорта, главный энергетик Главалюминия Министерства цветной металлургии СССР.

Лауреат Ленинской премии (1962) — за разработку, исследование и внедрение компенсационных ртутновыпрямительных агрегатов.
Соавтор монографии:
- Энергоиспользование в цветной металлургии / О.Н. Багров, В.П. Андреев, В.И. Деев, В.И. Рущук.— М. : Металлургия, 1990 .— 111 с.

Дата смерти не выяснена (не ранее 1992 г.).